# Super R-Type
Super R-Type (スーパー・アール・タイプ Sūpā Āru Taipu?) är ett shoot 'em up-spel, utvecklat och utgivet av Irem. Spelet släpptes 1991 till SNES. 2008 släpptes spelet även till Wii Virtual Console i Japan, Nordamerika och PAL-regionen 2008.

### Fotnoter
1. ↑  http://www.ign.com/games/super-r-type/snes-8223
2. ↑  Bozon, Mark (17 mars 2008). ”VC Monday: 3/17/08”. IGN. Arkiverad från originalet den 18 november 2008. https://web.archive.org/web/20081118120954/http://wii.ign.com/articles/859/859992p1.html. Läst 1 december 2009.